# Хотимський Борис Ісакович
Борис Ісакович Хотимський (29 березня 1926, Київ — 1990, Москва) — російський радянський письменник, критик.

## Біографічні відомості
Закінчив МДУ ім. М. В. Ломоносова (1948), Літературний інститут ім. О. М. Горького (1959). 
Член Спілки письменників СРСР (1979). 
Працював у редакції «Літературної газети».

## Твори

### Проза
- Пожарка: маленькие повести. М., 1966
- Латырь-камень: Рассказы, повести. М., 1978
- Три горы над Славутичем. М., 1984
- Куда тянутся вестви: Роман. М., 1985
- Непримиримость: Повесть о Иосифе Варейкисе. М.. 1985 (Пламенные революционеры)
- Повествования разных времен: Повести и рассказы. М., 1989
- Поляне: Роман-легенда. М., 1989

### Критика
- Герой и время. М., 1976 (Новое в жизни, науке, технике. Сер. «Литература»)
- Рыцари справедливости. М., 1977 (Новое в жизни, науке, технике. Серия «Литература»)
- Ради грядущего. М., 1979 (Новое в жизни, науке, технике. Серия «Литература»)